# Dada Gallotti
Dada Gallotti (Milano, 8 aprile 1935) è un'attrice italiana.

## Biografia
La carriera cinematografica di Dada Gallotti si sviluppa soprattutto negli anni '60 e '70 per poi interrompersi definitivamente nei primi anni '80. Ha interpretato ruoli di secondo piano dando vita a personaggi estremamente vari e diversi tra loro, dalle signore borghesi ad avventuriere con pochi scrupoli, ma anche amiche generose e disponibili. Ha preso parte ad alcuni film western dove è apparsa con lo pseudonimo di Diana Garson.
Il suo esordio è merito di Giuseppe De Santis che la sceglie, dopo averla notata in un negozio, impiegata come commessa, per il suo film Roma ore 11 del 1952. Nei primi anni '50 forma con Alberto Farnese, suo compagno anche nella vita, una coppia di successo. Ha lavorato con registi quali Luigi Zampa e Antonio Pietrangeli ed è apparsa in televisione nella commedia I fratelli Castiglioni (1954), diretta da Camillo Mastrocinque. Dopo il matrimonio con Otto Lughin, un industriale altoatesino, decide di allontanarsi definitivamente dagli schermi.

## Filmografia parziale

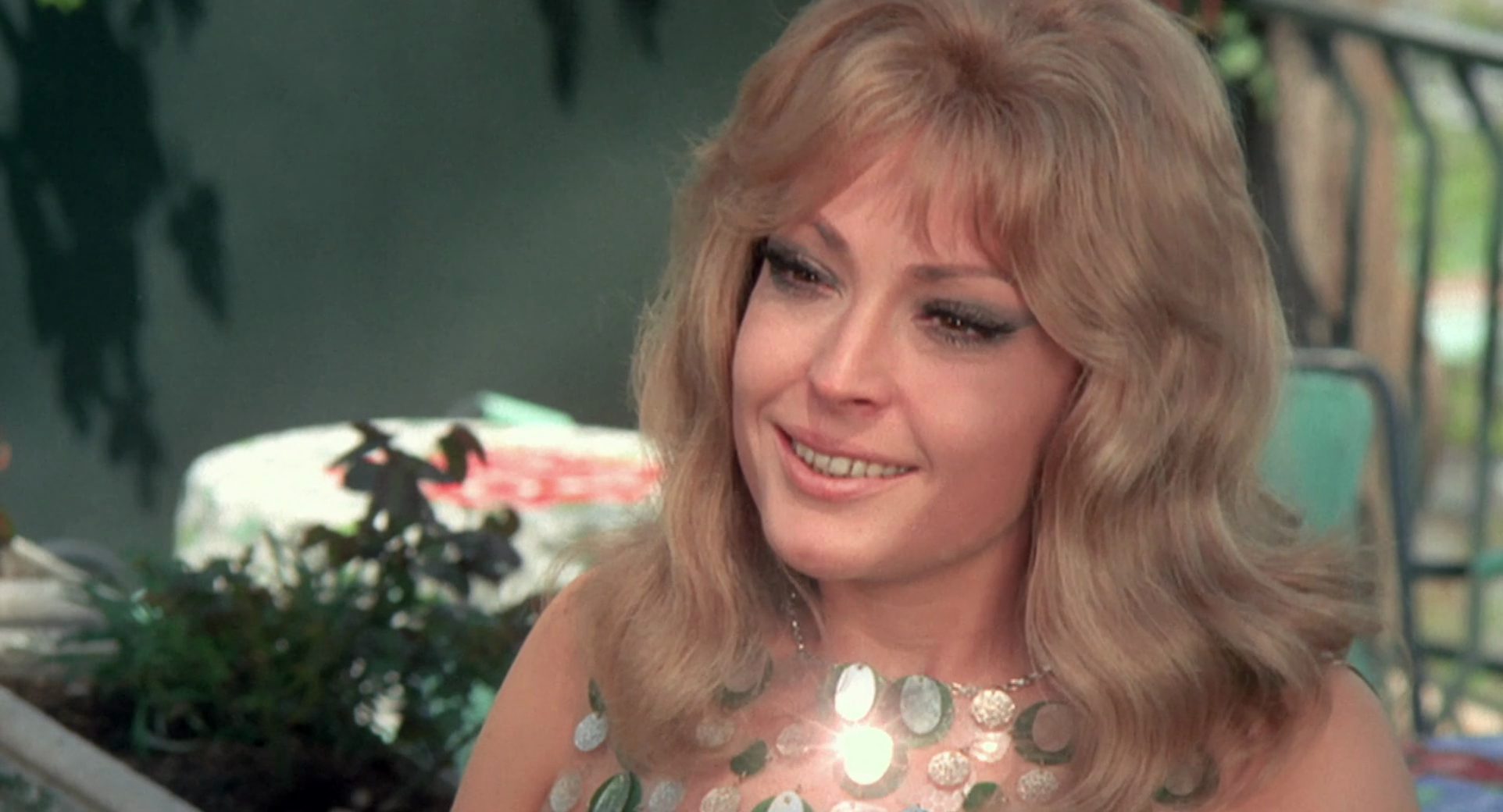
Dada Gallotti in Zingara (1969)

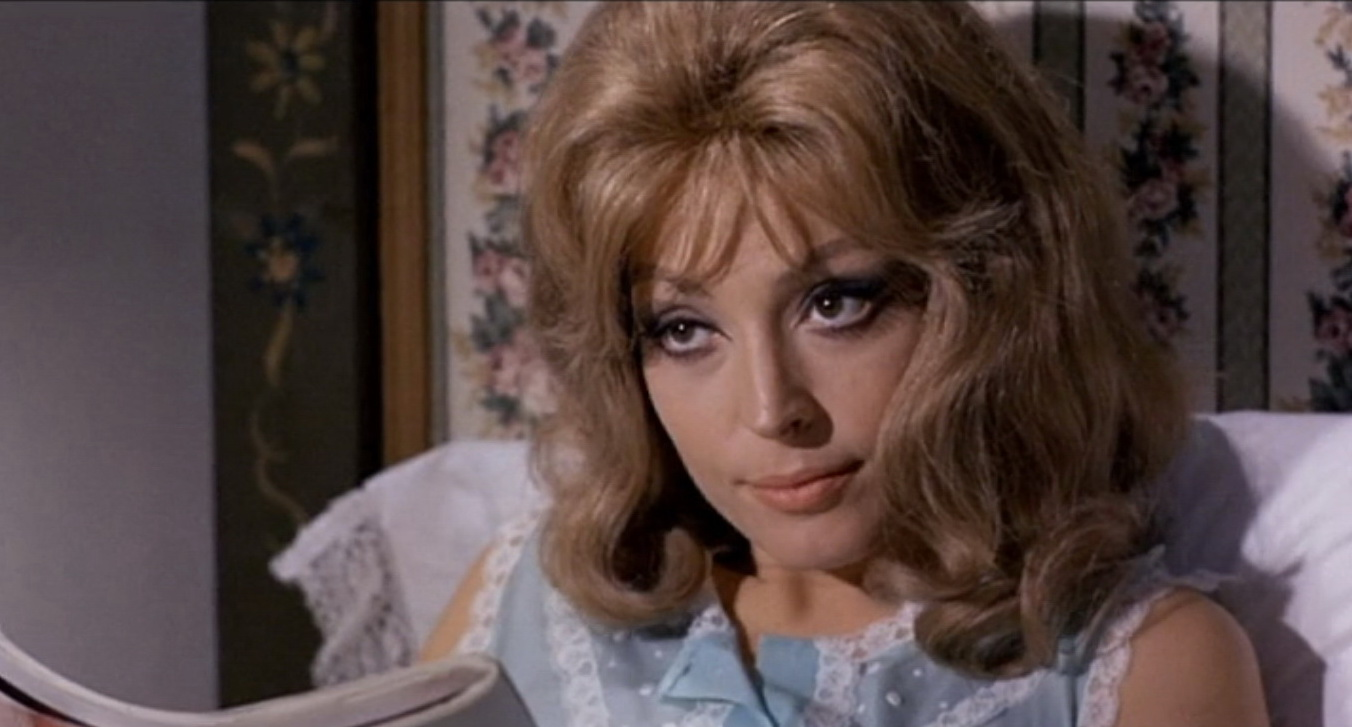
Dada Gallotti in Gli infermieri della mutua (1969)

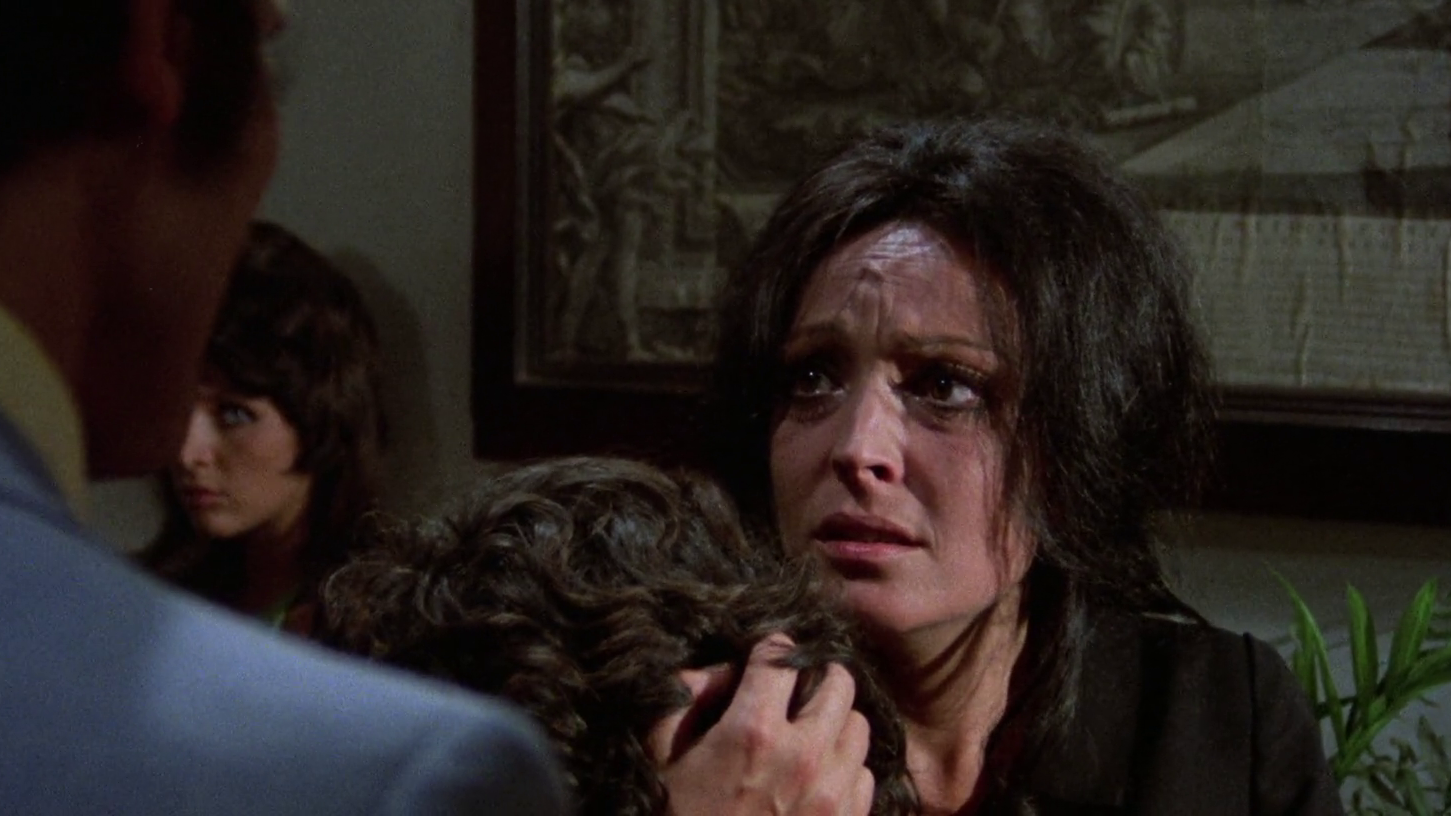
Dada Gallotti in Quelli che contano (1973)

- Roma ore 11, regia di Giuseppe De Santis (1952)
- Non cantare... baciami!, regia di Giorgio Simonelli (1957)
- Il ratto delle Sabine, regia di Richard Pottier (1961)
- L'ira di Achille, regia di Marino Girolami (1962)
- Il cambio della guardia, regia di Giorgio Bianchi (1962)
- Taras Bulba il cosacco, regia di Ferdinando Baldi (1962)
- Obiettivo ragazze, regia di Mario Mattoli (1963)
- I terribili 7, regia di Raffaello Matarazzo (1963)
- Scanzonatissimo, regia di Dino Verde (1963)
- Totò e Cleopatra, regia di Fernando Cerchio (1963)
- Sansone e il tesoro degli Incas, regia di Piero Pierotti (1964)
- Maciste alla corte dello Zar, regia di Tanio Boccia (1964)
- Le notti della violenza, regia di Roberto Mauri (1965)
- Un dollaro di fuoco (Un dólar de fuego), regia di Nick Nostro (1966)
- 10.000 dollari per un massacro, regia di Romolo Guerrieri (1966)
- Johnny Yuma, regia di Romolo Guerrieri (1966)
- I 2 vigili, regia di Giuseppe Orlandini (1967)
- Stasera mi butto, regia di Ettore Maria Fizzarotti (1967)
- La cintura di castità, regia di Pasquale Festa Campanile (1967)
- Per 100.000 dollari t'ammazzo, regia di Giovanni Fago (1967)
- Odio per odio, regia di Domenico Paolella (1967)
- Si muore solo una volta, regia di Giancarlo Romitelli (1967)
- Non mi dire mai goodbye, regia di Gianfranco Baldanello (1967)
- Lola Colt - Faccia a faccia con El Diablo, regia di Siro Marcellini (1967)
- Flashman, regia di Mino Loy (1967)
- ...dai nemici mi guardo io!, regia di Mario Amendola (1968)
- Lucrezia, regia di Osvaldo Civirani (1968)
- L'amore è come il sole, regia di Carlo Lombardi (1968)
- Escalation, regia di Roberto Faenza (1968)
- Le dolcezze del peccato, regia di Franz Antel (1968)
- Sapevano solo uccidere, regia di Tanio Boccia (1968)
- Testa o croce, regia di Piero Pierotti (1969)
- Zingara, regia di Mariano Laurenti (1969)
- La vendetta è il mio perdono, regia di Roberto Mauri (1969)
- Gli infermieri della mutua, regia di Giuseppe Orlandini (1969)
- Zorro alla corte d'Inghilterra, regia di Franco Montemurro (1969)
- Zorro marchese di Navarra, regia di Franco Montemurro (1969)
- Flashback, regia di Raffaele Andreassi (1969)
- C'era una volta questo pazzo, pazzo west, regia di Francesco Degli Espinosa (1969)
- Zenabel, regia di Ruggero Deodato (1969)
- I due maggiolini più matti del mondo, regia di Giuseppe Orlandini (1970)
- I due maghi del pallone, regia di Mariano Laurenti (1970)
- Bolidi sull'asfalto - A tutta birra!, regia di Bruno Corbucci (1970)
- Il sergente Klems, regia di Sergio Grieco (1971)
- Uomo avvisato mezzo ammazzato... parola di Spirito Santo, regia di Giuliano Carnimeo (1971)
- Il coltello di ghiaccio, regia di Umberto Lenzi (1972)
- I racconti di Canterbury N. 2, regia di Lucio Dandolo (1972)
- Dio in cielo... Arizona in terra, regia di Juan Bosch (1972)
- La preda e l'avvoltoio, regia di Rafael Romero Marchent (1972)
- La bella Antonia, prima monica e poi dimonia, regia di Mariano Laurenti (1972)
- Le mille e una notte... e un'altra ancora!, regia di Enrico Bomba (1972)
- Frankenstein '80, regia di Mario Mancini (1972)
- Fra' Tazio da Velletri, regia di Romano Gastaldi (1973)
- Da Scaramouche or se vuoi l'assoluzione baciar devi sto... cordone!, regia di Gianfranco Baldanello (1973)
- Sgarro alla camorra, regia di Ettore Maria Fizzarotti (1973)
- Canterbury n° 2 - Nuove storie d'amore del '300, regia di Aristide Massaccesi (1973)
- Quelli che contano, regia di Andrea Bianchi (1973)
- La casa della paura, regia di William Rose (1974)
- Basta con la guerra... facciamo l'amore, regia di Andrea Bianchi (1974)
- Il saprofita, regia di Sergio Nasca (1974)
- Le scomunicate di San Valentino, regia di Sergio Grieco (1974)
- Macrò - Giuda uccide il venerdì, regia di Stelvio Massi (1974)
- Vergine, e di nome Maria, regia di Sergio Nasca (1975)
- Quant'è bella la Bernarda, tutta nera, tutta calda, regia di Lucio Dandolo (1975)
- Il vizio ha le calze nere, regia di Tano Cimarosa (1975)
- Furia nera, regia di Joe D'Amato (1975)
- La bolognese, regia di Alfredo Rizzo (1975)
- La moglie di mio padre, regia di Andrea Bianchi (1976)
- La ragazza alla pari, regia di Mino Guerrini (1976)
- Vai col liscio, regia di Giancarlo Nicotra (1976)
- La bestia nello spazio, regia di Alfonso Brescia (1980)
- Vieni avanti cretino, regia di Luciano Salce (1982)
- Un inviato molto speciale, regia di Vittorio De Sisti – serie TV (1992)

## Doppiatrici italiane
- Flaminia Jandolo in Lola Colt, Uomo avvisato mezzo ammazzato... parola di Spirito Santo
- Fiorella Betti in Zorro marchese di Navarra, Dio in cielo... Arizona in terra
- Vittoria Febbi in Totò e Cleopatra, Sgarro alla camorra
- Rita Savagnone in Sansone e il tesoro degli Incas, Il ratto delle Sabine
- Rosetta Calavetta in La bella Antonia, prima monica e poi dimonia